# Fachwerkbauernhaus (Detmold-Barkhausen)
Das Fachwerkbauernhaus in der Passadestraße 11 in Detmold-Barkhausen wurde am 7. August 1995 unter der Nummer 475 in die Liste der Baudenkmäler in Detmold- eingetragen.
Das Vierständer-Durchgangshaus wurde 1719 als Leibzuchtgebäude auf dem Hof Tintelnot in Barkhausen errichtet. Es zeigt einen für große lippische Höfe typischen Altenteiler und dokumentiert durch seine Größe und Ausgestaltung die sozialen Verhältnisse des Bauernstandes. Am Gebäude kann die Zimmermannstechnik des frühen 18. Jahrhunderts nachvollzogen werden. Das Deelentorgestell ist mit einer Inschrift verziert.